# Merry Pranksters

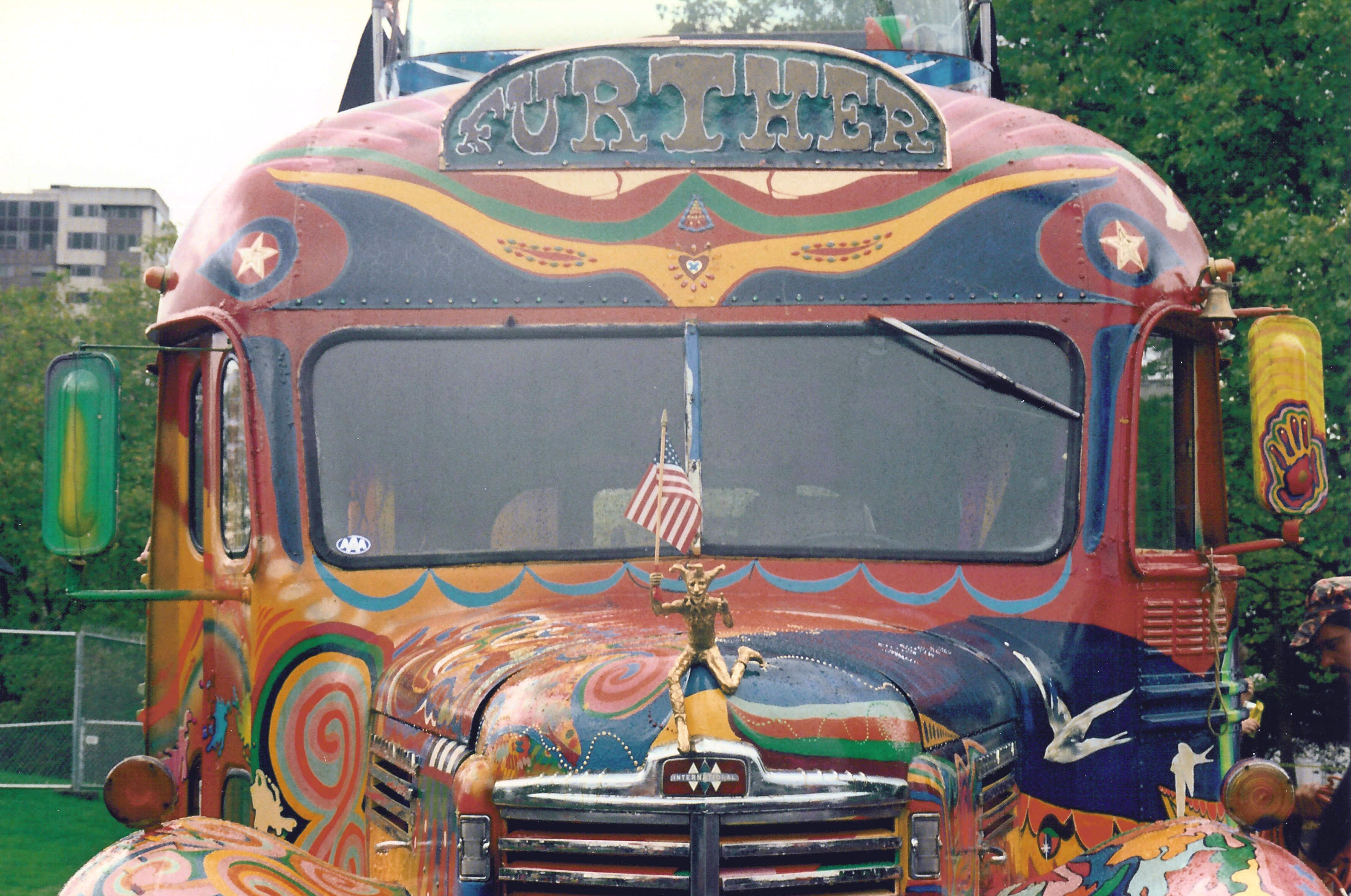
Further, le bus du groupe Merry Pranksters

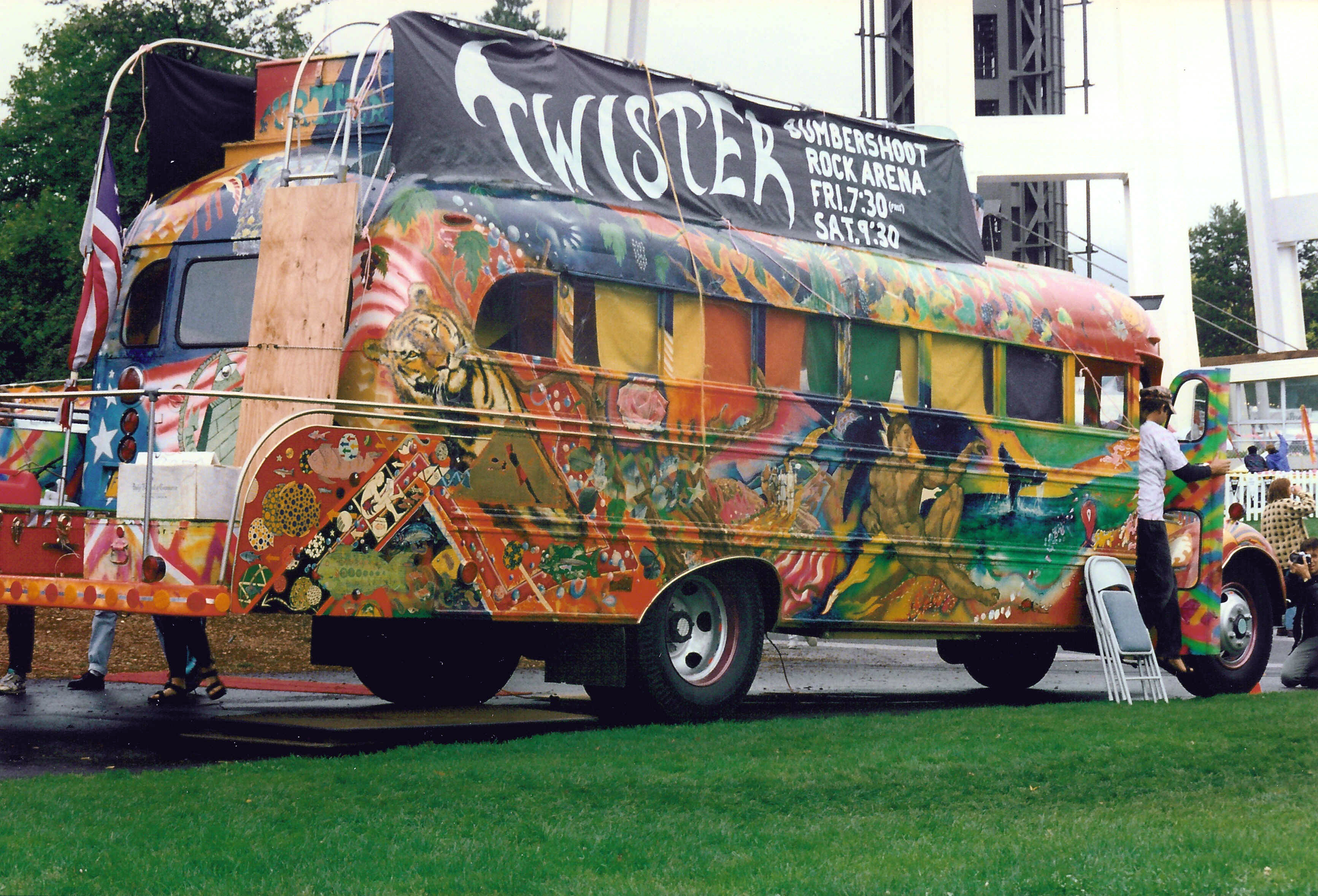
Further

Merry Pranksters (que l'on peut traduire par « joyeux lurons ») est le nom d'un groupe psychédélique semi-nomade qui se constitue au début des années 1960, principalement en Californie du nord, autour de l'écrivain américain Ken Kesey avec, pour second dénominateur commun, le LSD et la marijuana dont ils sont d'intenses consommateurs et promoteurs.

## Aperçu historique
Au cours de l'été 1964, ils se déplacent dans un ancien bus de ramassage scolaire aux peintures psychédéliques (nommé « Further », soit « Plus loin », ou, en raison d'une erreur du graphiste rapidement corrigée mais cependant passée à la postérité, « Furthur ») à travers les États-Unis.

## Pranksters notoires
Neal Cassady, figure emblématique de la Beat generation et vieux compagnon d'aventure de Jack Kerouac (qui en a fait le personnage de Dean Moriarty dans son roman Sur la route), fait partie de la bande.
Stewart Brand, futur fondateur et coordinateur des Whole Earth Catalogs, a d'abord été l'un des Merry Pranksters. Parmi tous ceux qui ont rejoint la « tribu » à un moment ou à un autre : le Grateful Dead, groupe phare de la musique West Coast, Signe Anderson qui fut la première chanteuse du Jefferson Airplane, ou encore Wavy Gravy, qui fut par la suite l'animateur et le présentateur principal sur l'immense scène du festival de Woodstock.

## Impact
Les Pranksters sont considérés comme des pionniers du mouvement hippie, qui se développa — en partie à cause de leur prosélytisme en faveur des nouveaux modes de vie — dès 1966, soit deux ou trois ans après leurs premières tribulations. 
Leur histoire est racontée par Tom Wolfe dans son livre Acid Test (titre original : The Electric Kool Aid Acid Test).